# Застава НАТО-а
Застава НАТО је поље морнаричко плаве боје (Пантоне 280) са белим амблемом који чини показивач компаса са четири беле линије које иду из њега. Одобрена је 14. октобра 1953.